# Vorstendom Antiochië

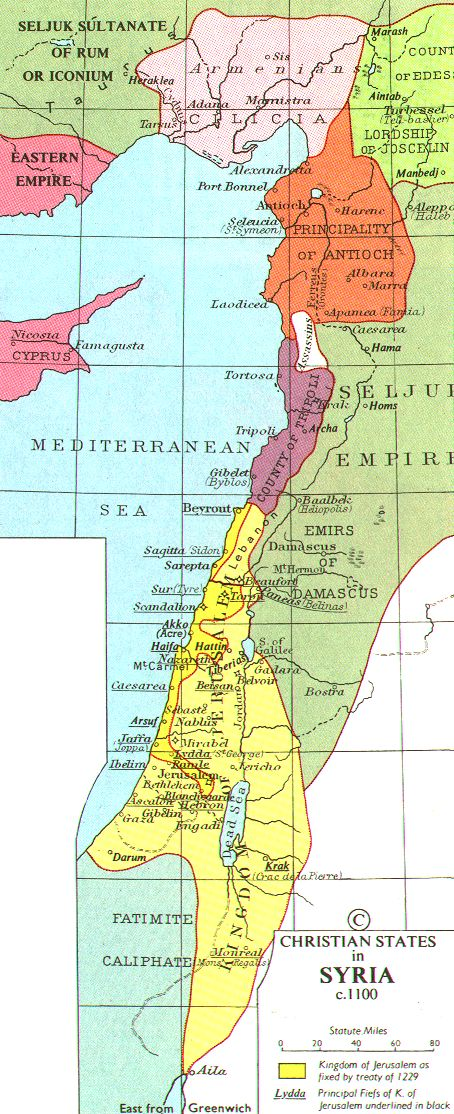
Kaart van de kruisvaardersstaten, met bovenin het vorstendom Antiochië.

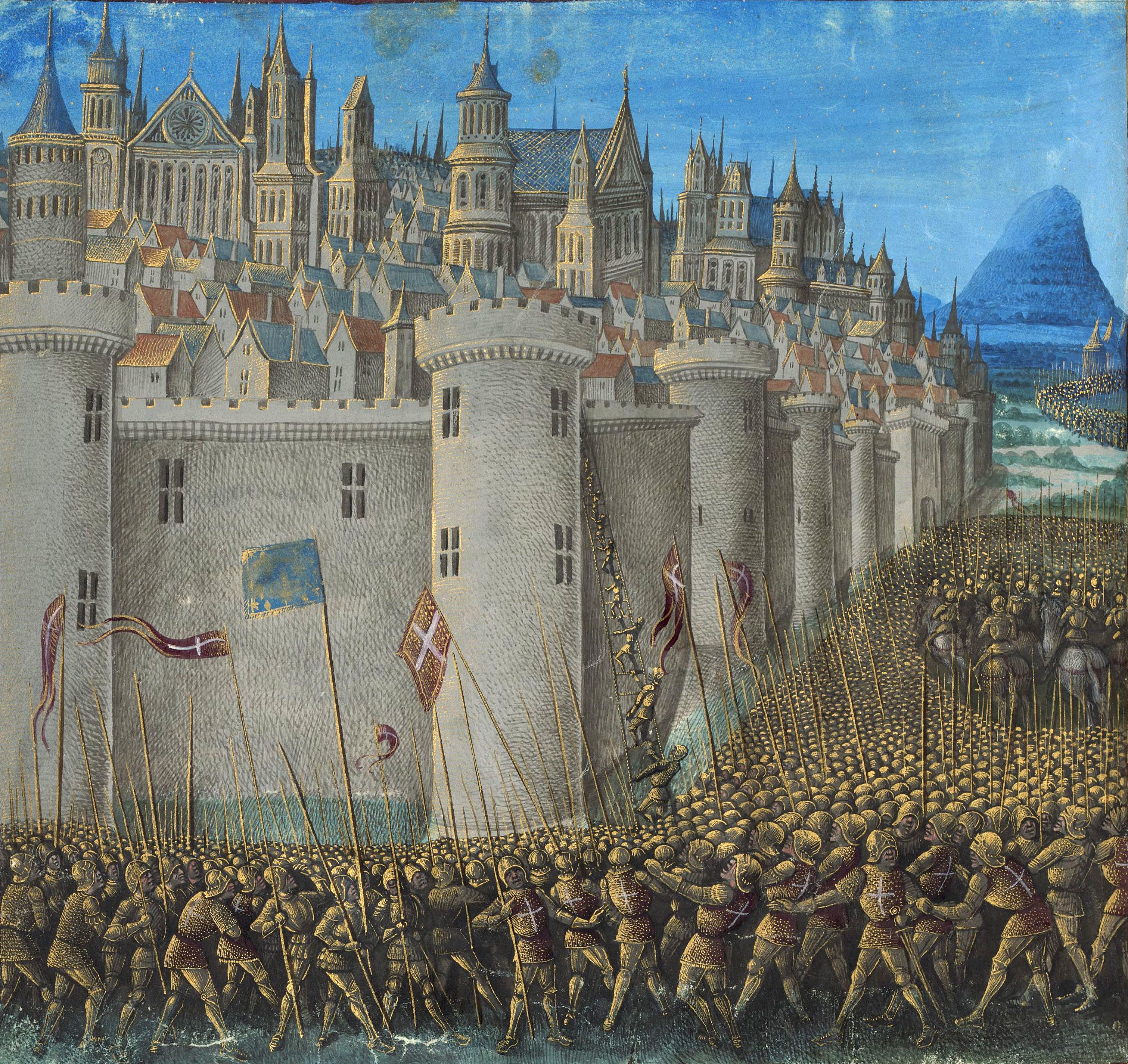
Beleg van Antiochie

Antiochië was een vorstendom dat in 1098 ontstond tijdens de Eerste Kruistocht, nadat kruisvaarders de gelijknamige stad Antiochië in Syrië innamen.

## Oprichting
Eenmaal als Boudewijn van Boulogne en Tancred van Apulie oostwaarts trekken naar Edessa om daar het graafschap Edessa op te richten, zet het hoofdleger van de Eerste Kruistocht hun reis verder zuidwaarts richting Jeruzalem, maar er werd plots besloten om de oude stad Antiochië te belegeren. Dit beleg van Antiochië werd geleid door Bohemund I van Tarente en werd op 21 oktober 1097 begonnen. De stad was onmogelijk te betreden en het bevatte vierhonderd torens. Het beleg ging gewoon door gedurende de winter, en ging gepaard met hongersnood onder de kruisvaarders.
Ondertussen (aan het einde van de winter), had Bohemond een torenwachter genaamd Firouz, een voormalig christen, overtuigd om de kruisvaarders de stad binnen te laten. Hij deed dit ook op 3 juni 1098. Vervolgens vond er een slachting onder de burgerbevolking en het garnizoen plaats. Vier dagen later bleek echter dat er een moslimleger onderweg was vanuit Mosoel, onder leiding van Kerbogha. Vervolgens werden dit keer de kruisvaarders zelf belegerd. De Byzantijnse keizer Alexios I Komnenos was onderweg om de kruisvaarders te assisteren, maar hoorde halverwege dat de stad weer ingenomen was.
Ondertussen konden de kruisvaarders nog wel tegenstand bieden, maar dit ging moeizaam, met behulp van een mystieke monnik genaamd Peter Bartholomeus, die claimde dat hij een visioen had gehad van Sint Andreas, die had hem verteld dat de Heilige Lans zich in de stad bevond (deze lans had Christus doorboord tijdens zijn kruisiging). In de kathedraal van Sint Pieter werd ook daadwerkelijk een lans gevonden door Peter zelf (sommige historici gaan ervan uit dat Peter deze daar zelf had neergelegd).
Maar bij het vertonen van de Lans werd het moreel van de kruisvaarders weer erg opgevijzeld. Met het nieuw gevonden reliek marcheerde Bohemund naar buiten de stad om Kerbogha en zijn leger aan te vallen. Deze werd volgens de kruisvaarders zelf miraculeus verslagen. Enkelen geloofden dat ze bijgestaan werden door engelen en heiligen op het slagveld. Er werden langdurige onderhandelingen en twisten gevoerd, over wie de controle over de stad verkreeg na de overwinning. Bohemund en eventueel andere Italiaanse Noormannen wonnen dit dispuut, en Bohemund benoemde zichzelf tot vorst. Hij sloeg het aanbod af om uit naam van het Byzantijnse Rijk zichzelf tot graaf of baron te benoemen (hij had een eed afgelegd om in hun naam alle gebieden te veroveren). Ondertussen brak er een onbekende epidemie uit in het kruisvaarders kamp: Adhemar van Le Puy was een van de slachtoffers.

## Verdere geschiedenis
Nadat het prinsdom een feit was na het veroveren van Jeruzalem, raakte Bohemund in conflict (1100) met de Danishmenden, die hem gevangennamen tijdens een Slag. Tancred verving hem als regent en wist de grenzen van het prinsdom uit te breiden en te versterken en nam tevens de steden Tarsus, Mamistra en de havenstad Latakia van het Byzantijnse Rijk in. Deze steden samen met wat ander gebied werden weer verloren na de Slag bij Harran, waarbij Boudewijn II gevangen werd genomen. Bohemund werd vrijgelaten in 1103, maar liet het regentschap opnieuw aan Tancred over toen hij naar Europa vertrok om meer manschappen te werven in 1105. Deze versterkingen werden ingezet om de Byzantijnen te verslaan, maar bij Dyrrhachium in 1108 werd hij verslagen en moest noodgedwongen een vredesverdrag ondertekenen (Verdrag van Devol), wat Antiochië een provincie-staat zou maken, met een Griekse en een Byzantijnse patriarch in het prinsdom, waarna Bohemund zijn afspraken alsnog nakwam welke hij in 1097, Constantinopel had gemaakt.
Bohemond vocht ook aan de zijden van Boudewijn en Jocelin van het graafschap Edessa tegen de stad Aleppo; tijdens de slag werden Boudewijn en Jocelin gevangengenomen. Zijn neef Tancred nam nu het regentschap van Edessa op zich en ondertussen vertrok Bohemund opnieuw uit Antiochië (mogelijk uit teleurstelling of vanwege een ziekte) naar Tarente, Italië, waar hij overleed in 1111. Hij liet het regentschap opnieuw over aan Tancred.
Alexius wilde dat Tancred het hele prinsdom overdroeg aan het Byzantijnse Rijk, maar Tancred werd bijgestaan in dit dispuut door het koninkrijk Jeruzalem en ook het Graafschap Tripoli; in feite was Tancred de enige kruisvaartleider die geen eed had afgelegd om veroverd land af te staan (maar eigenlijk hadden de meeste leiders zich toch niet aan die eed gehouden). Tancred overleed in 1112 en werd opgevolgd door Bohemund II, onder regentschap van Tancreds neef Rogier van Salerno, die een Seltsjoeken-aanval in 1113 afsloeg. Maar op 27 juni, 1119, werd Rogier verslagen bij Ager Sanguinis, en Antiochië werd een vazalstaat van het koninkrijk Jeruzalem met Boudewijn II als regent tot 1126 (al zat hij veel van de tussentijd gevangen in Aleppo). Bohemond II trouwde met Boudewijns dochter Alice, deze was prins voor alleen maar vier korte jaren. Vervolgens werd het prinsdom geërfd door Bohemunds II enige dochter Constance. Weer was Boudewijn II regent, maar nu tot zijn dood in 1131.
Fulk van Anjou-Jeruzalem nam het stokje over. Deze besloot de 10-jarige Constance uit te huwelijken aan de 36-jarige Raymond van Poitiers in 1136. Raymond deed net als zijn voorgangers aanvalspogingen op het Byzantijnse Cicilie, maar keizer Johannes II Komnenos greep nu drastisch in, en overwoekerde het gebied. Vervolgens dwong hij Raymond hem eeuwige trouw te zweren, maar een tussenkomst van Jocelin II van Edessa dwong de keizer om Antiochië te verlaten. Johannes had eigenlijk plannen om alle Kruisvaardersstaten te veroveren, maar hij overleed onverwachts in 1143
Tijdens de Tweede Kruistocht lag het leengoed in handen van de Aquitaniërs die er met ijzeren hand regeerden. Het werd echter bedreigd. De Turken hadden namelijk Edessa heroverd in 1149, en dreigden op te rukken richting de eeuwenoude stad Antiochië. Daarom zond de heer van de stad, Raymond van Antiochië, ijlboden naar de westerse landen, met name naar Franse ridders. Er werd gehoor gegeven aan de oproep, maar het duurde echter nog anderhalf jaar voor het leger ter plaatse was. Er waren slechts 20.000 kruisridders aangekomen van de meer dan 70.000 die waren vertrokken, maar koning Lodewijk VII bleef niet lang in Antiochië. Hij trok verder naar Jeruzalem om het te beveiligen.
Daarop besloot Raymond zelf op te trekken tegen de Turken, maar sneuvelde daarbij tijdens de Slag bij Inab.
Het vorstendom Antiochië bestond tot 1448, toen het door de Seltsjoekse Turken veroverd werd.

## Vorsten van Antiochië
- Bohemund I 1098-1111
  - Tancred van Galilea (regent) 1098-1112
  - Rogier van Salerno (regent) 1112-1119
- Bohemund II van Antiochië 1111-1130
  - Boudewijn II van Jeruzalem (regent) 1119
- Constance 1130-1163
  - Raymond van Poitiers (door huwelijk met Constance)
  - Reynauld van Chatillon (door huwelijk met Constance)
  - Fulk van Jeruzalem (regent)
- Bohemund III 1163-1201
  - Raymond IV van Tripoli 1193-1194 (regent)
- Bohemund IV 1201-1216 1219-1233
- Raymond-Roupen 1216-1219
- Bohemund V 1233-1251
- Bohemund VI 1251-1268

## Titulaire opvolging (1268-1457)
- Bohemond VI 1268–1275
- Bohemond VII 1275–1287
- Lucia 1287–c. 1299
- Filips van Toucy c.1299–1300
- vervolgens overgedragen aan de koningen van Cyprus en Jeruzalem
- Margriet de Lusignan, overl. 1308, zuster van Hugo III, laatste rouwe van Tyrus
- Johannes I (van Lusignan) . 1364–1375, derde zoon van koning Hugo IV
- Johannes II . 1432–1456? als kroonprins van koning Janus
- Johannes III (van Coimbra) c. 1456–1457, man van de toekomstige koningin Charlotte

## Vazalschap

### Heren van Saone
Het vorstendom had een vazalschap, deze werd opgericht in 1119 door Rogier van Salerno, regent van Antiochië en vergeven aan Robert van Saône. Het kasteel van Saône (later bekend als het Kasteel van Saladin) waar de heren verbleven lag oostelijk van Latakia, en bij het grondgebied hoorden ook Sarmada en Balatanos. Saône werd in 1188 veroverd door Saladin.
- Robert (de melaatse) (1119)
- Willem (1119-1132), zijn dochter Beatrijs huwde met Jocelin II van Edessa

Wapen van Antiochië

- Matthew (? -1188)